# John A. Broadus
John Albert Broadus (Condado de Culpeper, 24 de janeiro de 1827–  Louisville, 16 de março de 1895) foi um pastor e escritor batista estadunidense, segundo presidente do Seminário Teológico Batista do Sul.

## Inicio
Nascido em 1827 na Virgínia, Broadus foi educado em casa e em um colégio particular. Ensinou em uma pequena escola antes de iniciar seus estudos de graduação na Universidade da Virgínia.

## Carreira
Em 1850 John tornou-se pastor da igreja batista em Charlottesville, e em 1859, se torna professor de interpretação e homilética do Novo Testamento no então, novo Seminário Teológico Batista do Sul. Em 1888, ele se tornou o segundo presidente do Seminário do Sul.
Broadus faleceu em 1895.

## Vida pessoal
Broadus casou-se com Charlotte Eleanor Sinclair (1836-1913) em 4 de janeiro de 1859.

## Legado
Charles Spurgeon chamou Broadus de "um dos maiores pregadores vivos". O historiador da Igreja Albert Henry Newman disse que Broadus "talvez tenha sido o maior pregador que os batistas tenham produzido".

## Obras
- On the Preparation and Delivery of Sermons (1870)
- Lectures on the History of Preaching (1876, revisado em 1896)
- Commentary on the Gospel of Matthew (1886)
- Sermons and Addresses (1886)
- Jesus of Nazareth (1890)
- Memoir of James Petigru Boyce (1893)
- Harmony of the Gospels (1893)